# Harold Spencer Jones
Harold Spencer Jones (Kensington, Londres, 29 de marzo de 1890 - Londres, 3 de noviembre de 1960) fue un astrónomo inglés. Reconocido como una autoridad en astronomía posicional, sirvió como Astrónomo Real durante 23 años. Cambió su apellido original, "Jones", por el de "Spencer Jones".

## Biografía

### Primeros años
Harold Spencer Jones nació en Kensington, Londres, el 29 de marzo de 1890. Su padre, Henry Charles Jones, era contable, y su madre, Sarah Ryland, había trabajado como profesora escolar. Se educó en la Escuela Superior Latymer, en Hammersmith, Londres Oeste, donde obtuvo una beca para acudir al Jesus College de la Universidad de Cambridge, graduándose allí en 1911. Tras obtener una beca de posgrado, fue nombrado miembro de la Universidad.

### Greenwich (1913-1923)
En 1913 pasó a ser Asistente Jefe en el Real Observatorio de Greenwich, ocupando la vacante creada por la salida de Arthur Eddington para ocupar el puesto de Profesor Plumiano de Astronomía en Cambridge.
El trabajo astronómico de Spencer Jones se extendido sobre diversos temas. Especialista en astronomía posicional, particularmente en el movimiento y la orientación de la Tierra en el espacio, también estudió los movimientos de las estrellas. Viajó a Minsk en Europa Oriental en 1914 para observar un eclipse solar total, regresando tras el inicio de la Primera Guerra Mundial.
Sus actividades en el observatorio fueron interrumpidas por la guerra, cuando trabajó temporalmente para el Ministerio de Guerra, particularmente en el campo de la óptica.
En 1918 Spencer Jones se casó con Gladys Mary Owens.
Retomó su trabajo astronómico después de la guerra, incluyendo el estudio de las posiciones estelares, la rotación de la Tierra, y el brillo de las estrellas. Durante este periodo escriba su libro de texto Astronomía General.
En 1922 viajó a la Isla de Navidad para observar un eclipse solar total, con el propósito de verificar el efecto relativista de la deflexión de la luz de las estrellas por efecto del campo gravitatorio del Sol (que ya había sido observado durante un eclipse en 1919), pero el cielo nublado frustró este intento.

### El Cabo (1923-1933)
El astrónomo a cargo del Real Observatorio del Cabo de Buena Esperanza, Sydney Hough, falleció en 1923, y Spencer Jones le sucedió en el cargo. Navegó hasta Sudáfrica acompañado de su esposa, llegando en diciembre de 1923.
Durante sus nueve años en el observatorio, Spencer Jones renovó su administración y el trabajo científico de la institución, intentando mejorar las condiciones laborables y el ambiente de trabajo en el observatorio. Dirigió los esfuerzos del personal a la medición de las propiedades del gran número de estrellas registradas en las placas fotográficos tomadas por los telescopios del observatorio. Este trabajo incluyó la determinación de las posiciones de estrellas que ya habían sido estudiadas años atrás, con el objeto de conocer sus movimientos propios (sus pequeños desplazamientos respecto a estrellas distantes). Las velocidades de estrellas a lo largo de la línea de observación (velocidades radiales) se midieron mediante el análisis de sus espectros. El personal del observatorio midió el brillo de 40.000 estrellas utilizando fotografías del firmamento. También determinaron distancias de estrellas según sus paralajes (midiendo los pequeños movimientos anuales aparentes comparando fotografías tomadas en puntos opuestos de la órbita terrestre alrededor del Sol). Muchos de estos resultados se publicaron como catálogos de estrellas.
La propia investigación de Spencer Jones se centró en los movimientos de la Tierra y de la Luna. Refinó el conocimiento de la órbita de la Luna utilizando observaciones de ocultaciones de estrellas. Obtuvo medidas mejoradas de la distancia entre el Sol y la Tierra empleando observaciones de la posición de Marte en el cielo a través de su paralaje, y llevó a cabo una serie de observaciones del planeta menor Eros durante su aproximación a la Tierra en 1930-1931 con el mismo propósito. Estas observaciones de Eros permitieron más adelante obtener la medición más precisa hasta la fecha de la distancia al Sol. Posteriormente recibió la Medalla de Oro de la Real Sociedad Astronómica y la Medalla Real de la Royal Society por este trabajo.

### Astrónomo Real (1933-1955)
En 1933 Spencer Jones sucedió a Sir Frank Dyson como Astrónomo Real, regresando a Gran Bretaña para asumir su nuevo cargo en el Real Observatorio de Greenwich.
Reorganizó la administración del observatorio, renovando el instrumental y reclutando más personal. Actualizó el servicio horario proporcionado por el observatorio, y se hizo cargo de la Oficina del Almanaque Náutico. También llegó a un acuerdo con el gobierno para trasladar el observatorio de su emplazamiento histórico en Greenwich, ya por entonces significativamente afectado por la contaminación lumínica de Londres, a una ubicación más adecuada fuera de la ciudad.
Además, encontró el tiempo necesario para realizar sus propios trabajos de investigación científica. Analizó y publicó las observaciones de Eros que había realizado en Sudáfrica, contribuyendo significativamente a la obtención de medidas precisas de la rotación de la Tierra y de los movimientos de los planetas.
La Segunda Guerra Mundial interrumpió las actividades del observatorio. Numerosos miembros del personal abandonaron temporalmente sus tareas en la institución para contribuir al esfuerzo bélico. Spencer Jones y su personal se trasladaron desde Londres hasta la relativa seguridad de Abinger, en Surrey.
La actividad científica se reactivó en Greenwich tras el final de la guerra gracias al regreso del personal. Sin embargo,se logró un nuevo acuerdo para trasladar de nuevo el observatorio a Herstmonceux Castle en Sussex, adquiriéndose los terrenos del emplazamiento elegido. Spencer Jones se mudó de Greenwich a Herstmonceux en 1948, pero el traslado no se completó hasta diez años después, debido a la necesidad de levantar nuevos edificios y a las penurias presupuestarias de la posguerra. La institución en su nueva ubicación de Sussex asumió el nombre de Real Observatorio de Greenwich. Spencer Jones dirigió los principales proyectos de construcción para reinstalar los instrumentos trasladados desde Greenwich.
Su intervención fue decisiva en el proyecto de un gran telescopio en Herstmonceux, materializado en el Telescopio Isaac Newton (inaugurado en 1967).
Unos de sus intereses más duraderos fueron la relojería y la cronometría. Presidió el Instituto Horológico Británico desde 1939 hasta su muerte en 1960.
Fue nombrado miembro de la Royal Society.
También presidió la Unión Astronómica Internacional de 1945 a 1948, y la Real Sociedad Astronómica de 1937 a 1939.
Fue nombrado Sir en 1943 y recibió la Orden del Imperio Británico en 1955.

### Jubilación y vida posterior
Spencer Jones se retiró como Astrónomo Real a finales de 1955. Continuó contribuyendo activamente a numerosas instituciones científicas. Murió el 3 de noviembre de 1960 debido a una afección cardíaca. Tuvo dos hijos (David y John) con su esposa, Gladys Mary Owens Spencer Jones.

## Opiniones sobre los viajes espaciales
El sucesor de Spencer Jones como Astrónomo Real fue Richard Woolley, quien fue entrevistado en 1956 al asumir su cargo. Cuando se le preguntó acerca de los viajes espaciales, la prensa tergiversó su respuesta, publicando como suya la frase: "El viaje espacial es una profunda bobada". De modo parecido, a menudo se considera que Spencer Jones no tenía mucha confianza en las posibilidades del vuelo espacial, y se hizo famosa la frase "El viaje espacial es una tontería", puesta en su boca tan solo dos semanas antes del lanzamiento en octubre de 1957 del Sputnik 1. A pesar de indicios posteriores que indican que nunca pronunció estas palabras, la frase apareció citada en 1959 (todavía en vida de Spencer Jones ) en el número del 17 de septiembre de la revista de New Scientist (página 476). El sentido de la cita es compatible con otras citas disponibles. En una editorial en la misma revista (10 de octubre de 1957), Spencer Jones declaraba:

Soy de la opinión de que pasarán generaciones antes de que el hombre alunice, y que, de tener finalmente éxito en hacerlo,  habría muy pocas esperanzas de que pudiera regresar a la Tierra para contar sus experiencias. Más allá de la luna probablemente nunca se viajará, a no ser que, debido a un error de lanzamiento, el vehículo espacial perdiese su rumbo y vagase por el espacio exterior, para nunca regresar.

## Honores y premios

### Premios
- Medalla de oro de la Real Sociedad Astronómica (1943)
- Medalla Real (1943)
- Premio Jules Janssen, el premio más alto del Sociedad Astronómica de Francia (1945)
- Medalla Bruce (1949)
- Medalla de oro del Instituto Horológico Británico (1946)

### Eponimia
- El cráter lunar Spencer Jones[15]
- El asteroide (3282) Spencer Jones[16]

### Conferencias
- En 1944 Spencer Jones fue invitado para la Conferencia de Navidad de la Institución Real, en la que disertó sobre el tema Astronomía en nuestra vida diaria.

## Lecturas relacionadas
- Sadler, Donald Harry (2004), «Jones, Sir Harold Spencer», Oxford Dictionary of National Biography, Oxford: Oxford University Press.
- Snedegar, Keith (2007), «Spencer Jones, Harold»,  en Hockey, Thomas, ed., Biographical Encyclopedia of Astronomers 2, New York: Springer, pp. 1075-1076, ISBN 978-0-387-35133-9.
- «Obituary, Harold Spencer Jones». Quarterly Journal of the Royal Astronomical Society 4 (1): 113-125. 1963. Bibcode:1963QJRAS...4..113..
- Tenn, Joseph S. (2013). «Harold Spencer Jones». Department of Physics and Astronomy, Sonoma State University. Consultado el 28 de febrero de 2014.